# قلعه ایجی
قلعه ایجی (به ژاپنی: I伊治城, Iji-jō)، یک قلعه ژاپنی ساخته شده در دوره نارا بود. خرابه‌های آن اکنون یک محوطه باستانی (سایت) در شهر کوریهارا، میاگی، استان میاگی در منطقه توهوکو شمال ژاپن هستند.